# Phonk
Phonk ( výslovnost) je subžánr hip hopu a rapové hudby přímo inspirovaný rapem Memphis a Lexington z 90. let. Hudba se většinou vyskytuje na platformě SoundCloud a je charakterizována nostalgickými funkovými ukázkami, často doprovázenými vokály ze starých rapových kazet Memphis.
Tvůrce phonku lze nalézt v Kanadě, ve Spojených státech, ve Francii, a dokonce i v Rusku. Mezi prominentní phonkové umělce patří DJ Smokey, Soudiere, Mythic, DJ Yung Vamp, NxxxxxS, Lowpocus a SwuM, v České republice potom MARTH¥, Vibemane333, Unknxwnbeat, VIZCXR, Angery Tableflip, Phonk Department, a STREETMANE.

## Podžánry
Drift phonk, subžánr phonku, se objevil koncem roku 2010 v Rusku. Vyznačuje se používáním vysokých basů, cowbellu a zkreslených zvuků, takže texty samplů jsou často k nepoznání. Drift phonková videa obvykle používají klipy driftujících aut, díky čemuž jsou v automobilové kultuře populární. Žánr si rychle získal trakci prostřednictvím aplikace TikTok. Mezi významné producenty patří Pharmacist, LXST CXNTURY, MC ORSEN, DVRST, všichni ruští. Z České republiky produkují drift phonk například JDSLVT, CYREX, PHABAER a Vali$beats.
Další subžánry phonku jsou house phonk, hyperphonk, jungle phonk, lofi phonk, memphis phonk, ambient phonk, dirt phonk, plugg phonk, rare phonk, chill phonk, rock phonk a wave phonk.